# Sam Willoughby
Sam Willoughby, född 15 augusti 1991 i Bedford Park, Australien, är en australisk cyklist som tog OS-silver i BMX vid de olympiska cyklingstävlingarna 2012 i London. 